# Aciagrion gracile
Aciagrion gracile е вид водно конче от семейство Coenagrionidae. Видът е незастрашен от изчезване.

## Разпространение
Разпространен е в Ангола, Ботсвана, Бурунди, Гамбия, Гвинея, Замбия, Зимбабве, Кот д'Ивоар, Малави, Мозамбик, Нигерия, Танзания и Уганда.